# Ичин (окръг)
Окръг Ичин (на чешки: Okres Jičín) е един от 5-те окръга на Краловохрадецкия край на Чехия. Административен център е едноименният град Ичин. Площта на окръга е 886,63 km2, а населението – 79 490 жители (2016 г.). В окръга има 111 населени места, от които 10 града и 3 места без право на самоуправление. Код по LAU-1 – CZ0522.
В рамките на края, административната единица граничи с окръзите Трутнов на изток и Храдец Кралове на юг. Освен това граничи с окръзите Нимбурк на югозапад и Млада Болеслав на запад (и двата от Среднобохемския край), а на север – с окръг Семили от Либерецкия край.

## Градове
Хоржице, Ичин, Копидилно, Лазне Белохрад, Либан, Милетин, Нова Пака, Соботка и Железнице.

## Население
По данни към 30 юни 2005 г.:
|                | Общо   | Жени           | Мъже           |
| -------------- | ------ | -------------- | -------------- |
| Брой жители    | 77 104 | 39 318 50,99 % | 37 786 49,01 % |
| Средна възраст | 40,3   | 42,0           | 38,6           |

- гъстота на населението: 87 души/km²
- 57,54 % от жителите живеят в градовете

## Образование
По данни от 2003 г.:
| Вид училище                         | Брой училища |
| ----------------------------------- | ------------ |
| Детски градини                      | 50           |
| Начални училища                     | 39           |
| Гимназии                            | 3            |
| Средни училища и промишлени училища | 10           |
| Средни професионални училища        | 7            |
| Висши професионални училища         | 2            |

## Здравеопазване
По данни от 2003 г.:
| Лекари                                      | 250 |
| Болници                                     | 1   |
| Специализирани заведения за лечение и отдих | 2   |
| Зъболекари                                  | 41  |
| Аптеки                                      | 15  |

## Транспорт
През окръга преминава част от първокласните пътища (пътища от клас I) I/16, I/32 и I/35. Пътища от клас II в окръга са II/279, II/280, II/281, II/283, II/284, II/286, II/300, II/323, II/326, II/327, II/328, II/501 и II/502.